# Resolution 1031 des UN-Sicherheitsrates
Die Resolution 1031 des UN-Sicherheitsrates (UNSCR 1035) vom 15. Dezember 1995 wurde auf Grundlage des Kapitel VII der Charta der Vereinten Nationen vom Sicherheitsrat der Vereinten Nationen auf seiner 3607. Sitzung einstimmig angenommen.

## Inhalt
Nach dem Bosnienkrieg bildet die UN-Resolution die Grundlage für die militärische Umsetzung aller im Abkommen von Dayton getroffenen Vereinbarungen durch die Peace Implementation Forces (IFOR) in Bosnien-Herzegowina. Mit der UN-Resolution wurde die
NATO ermächtigt die in Annex 1 A (Military Aspects) und Annex 2 (Inter Entity Boundary) vorgesehenen Aufgaben von IFOR zu übernehmen und insbesondere die Umsetzung aller in Annex 1 A enthaltenen Verpflichtungen der Konfliktparteien zu überwachen sowie auf der Grundlage von Kapitel VII Charta der Vereinten Nationen diese mit bewaffneter Gewalt durchzusetzen.
Im Kern wurde damit die Operation Deny Flight beendet und dem IFOR Commander wurden die alleinigen Berechtigungen, Regelungen und Verfahren für Flugbewegungen über Bosnien-Herzegowina zur Festlegung und Durchsetzbarkeit übertragen. Die UN-Resolution ermächtigte die UN-Mitgliedsstaaten auch IFOR auf Anforderung mit bewaffneter Gewalt bei der Selbstverteidigung und der Durchführung des Auftrages zu unterstützen. Für die zivile Implementierung wurde zudem die Einrichtung und Verantwortlichkeit einem Hohen Repräsentanten für Bosnien und Herzegowina übertragen.
Auf Grundlage der UN-Resolution hat der NATO-Rat daraufhin am 16. Dezember 1995 den Supreme Allied Commander Europe (SACEUR) autorisiert, die ACTORD (Activation Order) für die Hauptkräfte und das zugehörige Paket an Rules of Engagement (ROE) (Einsatzregeln) für diese Kräfte herauszugeben, was danach unmittelbar erfolgte. Zugleich wurde der Operationsplan 10405 gebilligt und das Recht der IFOR auf Festsetzung von Kriegsverbrechern und Übertragung an den Internationalen Strafgerichtshof für das ehemalige Jugoslawien, für den Fall, dass IFOR in Ausübung ihres Auftrags auf solche stößt; übertragen.

## Text der UN-Resolution 1031
Der Sicherheitsrat,
I
1. begrüßt und unterstützt das Friedensübereinkommen und fordert die Parteien auf, ihren mit dem Übereinkommen eingegangenen Verpflichtungen nach Treu und Glauben nachzukommen;
2. bringt seine Absicht zum Ausdruck, die Umsetzung des Friedensübereinkommens weiter zu verfolgen;
3. begrüßt die Fortschritte, die die Nachfolgestaaten der ehemaligen Sozialistischen Föderativen Republik Jugoslawien in Richtung auf ihre gegenseitige Anerkennung innerhalb ihrer international anerkannten Grenzen erzielt haben;
4. bekräftigt seine Resolutionen betreffend die Einhaltung des humanitären Völkerrechts im ehemaligen Jugoslawien, bekräftigt außerdem, dass alle Staaten mit dem Internationalen Gericht für das ehemalige Jugoslawien und seinen Organen im Einklang mit den Bestimmungen der Resolution 827 (1993) vom 25. Mai 1993 und dem Status des Internationalen Gerichts voll zu kooperieren haben und gemäß Artikel 29 des Statuts den Rechtshilfeersuchen oder von den einer Strafkammer erlassenen Verfügungen nachzukommen haben, und fordert sie auf, die Einrichtung von Büros des Gerichts zuzulassen;
5. erkennt an, dass die Parteien mit allen an der Umsetzung der Friedensregelung beteiligten Stellen voll zu kooperieren haben, wie in dem Friedensübereinkommen beschrieben, ebenso wie mit anderen Stellen, die anderweitig vom Sicherheitsrat ermächtigt sind, einschließlich des Internationalen Gerichts für das ehemalige Jugoslawien, und dass die Parteien insbesondere die in Ziffer 14 genannte multinationale Truppe ermächtigt haben, die erforderlichen Maßnahmen zu ergreifen, einschließlich des Einsatzes von Gewalt, falls notwendig, um die Einhaltung von Anhang 1-A des Friedensübereinkommens sicherzustellen;
6. begrüßt, dass sich die Organisation für Sicherheit und Zusammenarbeit in Europa (OSZE) bereit erklärt hat, auf Ersuchend er Vertragsparteien des Anhangs 3 des Friedensübereinkommens ein Programm zur Abhaltung von Wahlen für Bosnien und Herzegowina zu beschließen und aufzustellen;
7. begrüßt außerdem die Verpflichtung der Parteien wie im Friedensübereinkommen ausgeführt, allen ihrer Hoheitsgewalt unterstehenden Personen das Höchstmaß an international anerkannten Menschenrechten und Grundfreiheiten zu gewährleisten, betont, dass die Einhaltung dieser Verpflichtung von grundlegender Bedeutung für die Verwirklichung eines dauerhaften Friedens ist, und begrüßt die von den Parteien an die Menschenrechtskommission der Vereinten Nationen, die OSZE, den Hohen Kommissar der Vereinten Nationen für Menschenrechte und andere zwischenstaatliche oder regionale Menschenrechtsmissionen oder -organisationen gerichtete Bitte, die Menschenrechtssituation in Bosnien und Herzegowina genau zu verfolgen;
8. begrüßt ferner, dass sich die Parteien zu dem Recht aller Flüchtlinge und Vertriebenen bekannt haben, in Freiheit und Sicherheit an ihre Heimstätten zurückzukehren, verweist auf die führende humanitäre Rolle, die der Hohen Kommissarin der Vereinten Nationen für Flüchtlinge durch das Friedensübereinkommen dabei übertragen wird, in Abstimmung mit den anderen beteiligten Organisationen und unter der Aufsicht des Generalsekretärs bei der Repatriierung und Unterstützung von Flüchtlingen und Vertriebenen behilflich zu sein, und betont, wie wichtig es ist, dass die Repatriierung gestaffelt, schrittweise und ordnungsgemäß abgewickelt wird;
9. betont, wie wichtig es ist, Bedingungen zu schaffen, die den Wiederaufbau und die Entwicklung Bosnien und Herzegowinas begünstigen, und ermutigt die Mitgliedsstaaten, das Wiederaufbauprogramm in diesem Land zu unterstützen;
10. unterstreicht, dass, wie in den Schlussfolgerungen der Londoner Konferenz (8./9. Dezember 1995) beschrieben, ein Zusammenhang besteht zwischen der Erfüllung der von den Parteien in dem Friedensübereinkommen eingegangenen Verpflichtungen und der Bereitschaft der internationalen Gemeinschaft, Finanzressourcen für den Wiederaufbau und die Entwicklung bereitzustellen;
11. begrüßt, dass die Vertragsparteien des Anhangs 1-B des Friedensübereinkommens darin übereinstimmen, dass die Festlegung von schrittweisen Maßnahmen im Hinblick auf die regionale Stabilität und Rüstungskontrolle für die Schaffung eines dauerhaften Friedens in der Region unverzichtbar ist, betont, wie wichtig es ist, dass alle Mitgliedstaaten ihre diesbezüglichen Bemühungen unterstützen, und unterstützt die Zusage der OSZE, den Parteien bei der Aushandlung und Umsetzung solcher Maßnahmen behilflich zu sein;

II
1. begrüßt die Bereitschaft der Mitgliedstaaten, die durch die in Anhang 1-A des Friedensübereinkommens genannte Organisation oder in Zusammenarbeit mit ihr tätig werden, den Parteien des Friedensübereinkommens durch die Dislozierung einer multinationalen Friedensumsetzungstruppe behilflich zu sein;
2. verweist auf die Bitte der Parteien an die internationale Gemeinschaft, für einen Zeitraum von ungefähr einem Jahr eine multinationale Friedensumsetzungstruppe zu entsenden, die bei der Umsetzung der territorialen und sonstigen militärischen Bestimmungen des Anhangs 1-A des Friedensübereinkommens behilflich sein soll;
3. ermächtigt die Mitgliedstaaten, die durch die in Anhang 1-A des Friedensübereinkommens genannte Organisation oder in Zusammenarbeit mit ihr tätig werden, eine multinationale Friedensumsetzungstruppe (IFOR) unter einer gemeinsamen Führung einzurichten, wie die in den Anhängen 1-A und 2 des Friedensübereinkommens beschriebenen Aufgaben wahrnehmen soll;
4. ermächtigt die nach Ziffer 14 tätig werdenden Mitgliedsstaaten, alle erforderlichen Maßnahmen zu ergreifen, um die Umsetzung von Anhang 1-A des Friedensübereinkommens zu gewährleisten und seine Einhaltung sicherzustellen, betont, dass die Parteien für die Einhaltung des Anhangs 1-A zu gleichen Teilen verantwortlich gemacht werden und dass sie gleichermaßen den von der IFOR gegebenenfalls ergriffenen Zwangsmaßnahmen zur Umsetzung des Anhangs 1-A und zum Schutz der IFOR unterliegen, und nimmt Kenntnis davon, dass die Parteien ihr Einverständnis damit erklärt haben, dass die Truppe solche Maßnahmen ergreift;
5. ermächtigt die nach Ziffer 14 tätig werdenden Mitgliedstaaten, im Einklang mit Anhang 1-A des Friedensübereinkommens alle erforderlichen Maßnahmen zu ergreifen, um die Einhaltung der vom Kommandeur der IFOR festgelegten Regeln und Verfahren für die Einsatzführung und Kontrolle im Luftraum über Bosnien und Herzegowina für den gesamten zivilen und militärischen Flugverkehr sicherzustellen;
6. ermächtigt alle Mitgliedstaaten, auf Ersuchen der IFOR alle zur Verteidigung der Truppe und zu ihrer Unterstützung bei der Durchführung ihres Auftrags erforderlichen Maßnahmen zu ergreifen, um sich gegen einen Angriff oder die Androhung eines Angriffs zu verteidigen;
7. verlangt, dass die Parteien die Sicherheit und Bewegungsfreiheit der IFOR und des sonstigen internationalen Personals achten;
8. beschließt, dass ab dem Tag, an dem der Generalsekretär dem Rat berichtet, dass die Übertragung der Autorität von der Schutztruppe der Vereinten Nationen (UNPROFOR) auf die IFOR stattgefunden hat, die mit den Resolutionen 770 (1992) vom 13. August 1992, 781 (1992) vom 9. Oktober 1992, 816 (1993) vom 31. März 1993, 836 (1993) vom 4. Juni 1993, 844 (1993) vom 18. Juni 1993 und 958 (1994) vom 19. November 1994 den Staaten erteilte Ermächtigung, bestimmte Maßnahmen zu ergreifen, endet und dass die Bestimmungen der Resolution 824 (1993) vom 6. Mai 1993 und der danach verabschiedeten Resolutionen betreffend Sicherheitszonen ab demselben Zeitpunkt ebenfalls außer Kraft treten;
9. ersucht die Regierung Bosnien und Herzegowinas, mit dem Kommandeur der IFOR zusammenzuarbeiten, um die wirksame Verwaltung der Flughäfen in Bosnien und Herzegowina sicherzustellen, unter Berücksichtigung der Verantwortlichkeiten, die der IFOR mit Anhang 1-A des Friedensübereinkommens in Bezug auf den Luftraum von Bosnien und Herzegowina übertragen wurden;
10. beschließt, im Hinblick auf die Beendigung der in den Ziffern 14 bis 17 erteilten Ermächtigung ein Jahr nach der Übertragung der Autorität von der UNPROFOR auf die IFOR, bis zu diesem Zeitpunkt eine Überprüfung durchzuführen und auf der Grundlage der über den Generalsekretär vorgelegten Empfehlungen der an der IFOR teilnehmenden Staaten und des Hohen Beauftragten einen Beschluss darüber zu fassen, ob diese Ermächtigung weitergehen soll;
11. beschließt außerdem, dass das mit Resolution 713 (1991) vom 25. September 1991 verhängte Embargo keine Anwendung auf Waffen und militärisches Gerät findet, die zum ausschließlichen Gebrauch der nach Ziffer 14 tätig werdenden Mitgliedstaaten oder der internationalen Polizeikräfte bestimmt sind;
12. bittet alle Staaten, insbesondere die Staaten der Region, den nach Ziffer 14 tätig werdenden Mitgliedstaaten angemessene Unterstützung und Erleichterungen zu gewähren, einschließlich Transiterleichterungen;
13. begrüßt den Abschluss der in Anlage B des Anhangs 1-A des Friedensübereinkommens vorgesehenen Abkommens betreffend die Rechtsstellung der Truppen und verlangt, dass die Parteien diese Abkommen vollinhaltlich einhalten;
14. ersucht die Mitgliedstaaten, die durch die in Anhang 1-A des Friedensübereinkommens genannte Organisation oder in Zusammenarbeit mit ihr tätig werden, dem Rat auf dem vorgesehenen Weg und mindestens in monatlichen Abständen Bericht zu erstatten, wobei der erste derartige Bericht nicht später als 10 Tage nach Verabschiedung dieser Resolution vorzulegen ist;
15. unterstützt die auf Ersuchen der Parteien erfolgte Bestellung eines Hohen Beauftragten, der im Einklang mit Anhang 10 über die zivilen Aspekte der Umsetzung wachen und die beteiligten zivilen Organisationen und Stellen mobilisieren, ihnen gegebenenfalls Anleitung erteilen sowie ihre Tätigkeit koordinieren wird, und erklärt sich mit der Bestellung von Carl Bildt zum Hohen Beauftragten einverstanden;
16. bestätigt, dass der Hohe Beauftragte die letzte Instanz an Ort und Stelle für die Auslegung von Anhang 10 über die zivilen Aspekte der Umsetzung des Friedensübereinkommens ist;
17. beschließt, dass alle betroffenen Staaten und insbesondere diejenigen, in denen der Hohe Beauftragte Büros einrichtet, sicherzustellen haben, dass der Hohe Beauftragte die für die Wahrnehmung seiner Aufgaben erforderliche Rechtsfähigkeit besitzt, einschließlich der Fähigkeit, Verträge zu schließen und der Fähigkeit, bewegliches und unbewegliches Vermögen zu erwerben und darüber zu verfügen.
18. stellt fest, dass eine enge Zusammenarbeit zwischen der IFOR, dem Hohen Beauftragten und den Organisationen erforderlich sein wird, um eine erfolgreiche Umsetzung sicherzustellen;
19. bekräftigt die Notwendigkeit, das Friedensübereinkommen in seiner Gesamtheit umzusetzen und betont in diesem Zusammenhang, welche Bedeutung er der umgehenden Umsetzung von Anhang 11 des Friedensübereinkommens beimisst, beschließt, aufgrund des Berichts des Generalsekretärs rasch tätig zu werden, in dem dieser die Schaffung einer Zivilpolizeitruppe der Vereinten Nationen mit den in Anhang 11 beschriebenen Aufgaben und die Einrichtung eines Zivilbüros mit den in dem Bericht des Generalsekretärs beschriebenen Verantwortlichkeiten empfiehlt, und beschließt ferner, dass das zur Wahrnehmung der in dem Bericht beschriebenen Aufgaben erforderliche zivilpolizeiliche, für die Minenräumung und zivile Angelegenheiten zuständige und sonstige Personal unbeschadet der Bestimmungen in den Ziffern 33 und 34 zwischenzeitlich vor Ort verbleibt;
20. betont, dass in Sarajewo rasch Maßnahmen ergriffen werden müssen, um zwischen den Volksgruppen Vertrauen herzustellen und ersucht zu diesem Zweck den Generalsekretär, die rasche Verlegung von Teilen der Zivilpolizei der Vereinten Nationen aus der Republik Kroatien nach Sarajewo sicherzustellen;
21. ersucht den Generalsekretär, dem Rat im Einklang mit Anhang 10 des Friedensübereinkommens und den Schlussfolgerungen der Londoner Konferenz Berichte des Hohen Beauftragten über die Umsetzung des Friedensübereinkommens vorzulegen.

III
1. beschließt, dass das Mandat der UNPROFOR an dem Tag endet, an dem der Generalsekretär dem Rat berichtet, dass die Übertragung der Autorität von der UNPROFOR auf die IFOR stattgefunden hat.
2. billigt die in dem Bericht des Generalsekretärs beschriebenen Regelungen für den Abzug der UNPROFOR und von Einheiten des Hauptquartiers von der Friedenstruppe der Vereinten Nationen (UNPF), einschließlich der Regelungen für die Führung der UNPROFOR im Anschluss an die Übertragung ihrer Autorität auf die IFOR.
3. spricht dem gesamten Personal der UNPROFOR, das seine Dienste für die Sache des Friedens im ehemaligen Jugoslawien bereitgestellt hat, seine wärmste Anerkennung aus und würdigt diejenigen, die im Dienst dieser Sache ihr Leben gelassen oder schwere Verletzungen erlitten haben;
4. ermächtigt die nach Ziffer 14 tätig werdenden Mitgliedstaaten, von allen erforderlichen Mitteln Gebrauch zu machen, um beim Abzug der UNPROFOR behilflich zu sein;
5. fordert die Parteien auf, die Sicherheit der UNPROFOR zu gewährleiste, und bestätigt, dass die UNPROFOR auch während der Abzugsphase nach wie vor alle bestehenden Vorrechte und Immunitäten genießt;
6. ersucht den Generalsekretär, dem Rat Bericht zu erstatten sobald der Abzug der UNPROFOR abgeschlossen ist;

IV
1. anerkennt den einmaligen, außergewöhnlichen und komplexen Charakter der derzeitigen Situation in Bosnien und Herzegowina, die außergewöhnliche Maßnahmen erfordert;
2. beschließt, mit der Angelegenheit befasst zu bleiben.